# 厄斯特里希-温克尔
厄斯特里希-温克尔（德語：Oestrich-Winkel，發音：[ˈøːstʁɪç ˈvɪŋkl̩]）是德国黑森州达姆施塔特行政区莱茵高-陶努斯县的城市，面积59.51平方千米，2023年12月31日人口为11,769人。

厄斯特里希-温克尔 - Oestrich-Winkel
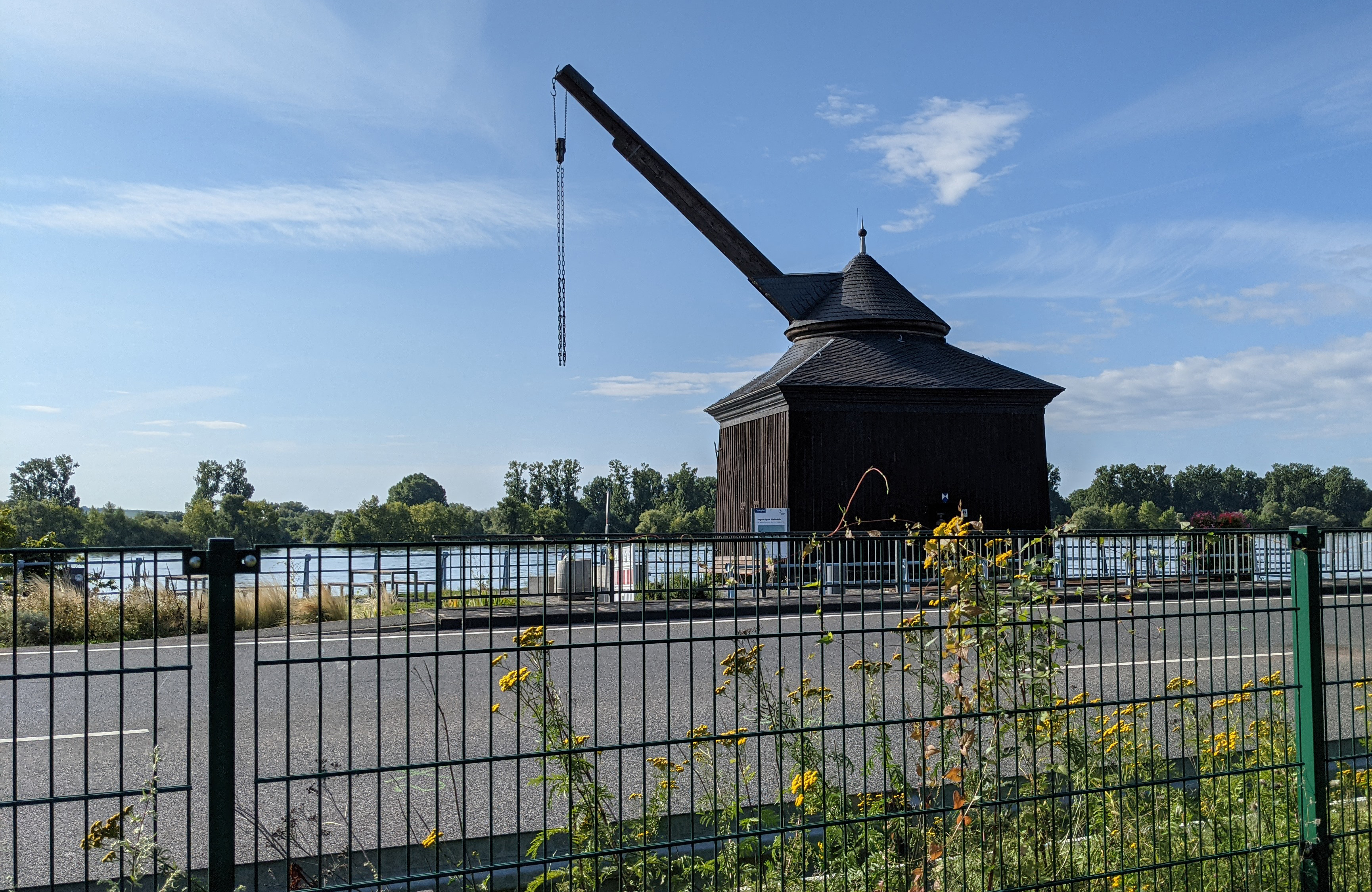
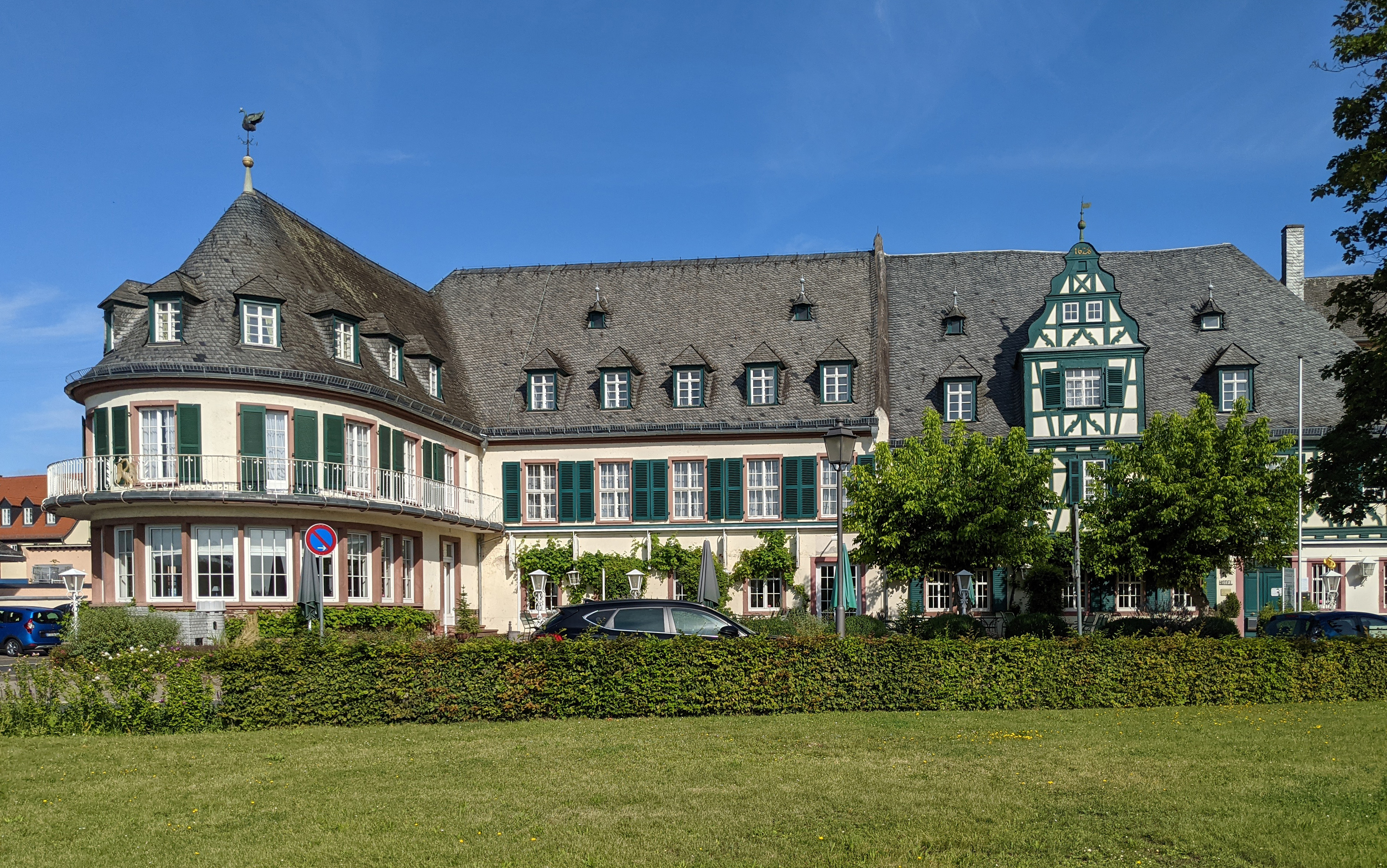
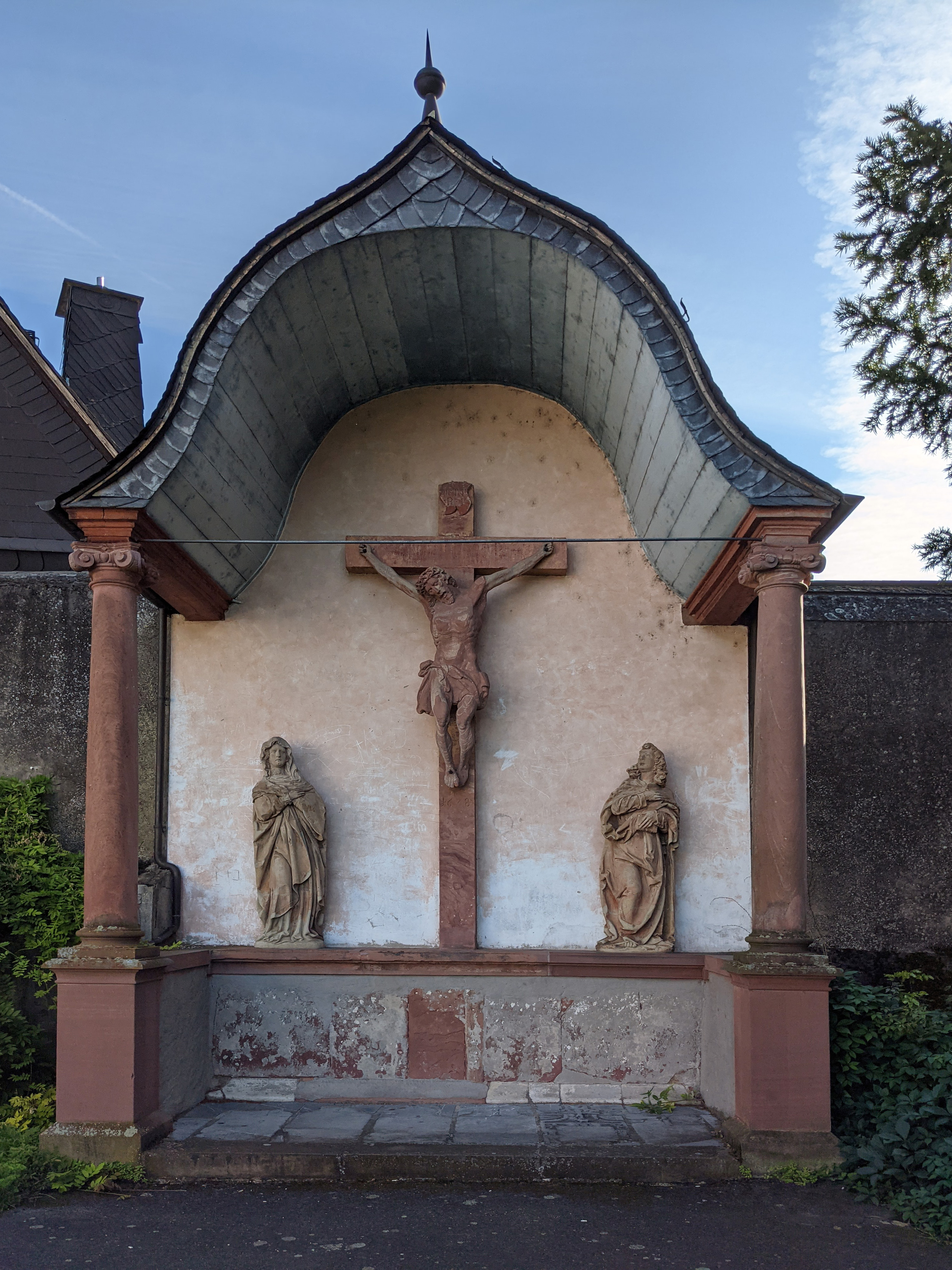
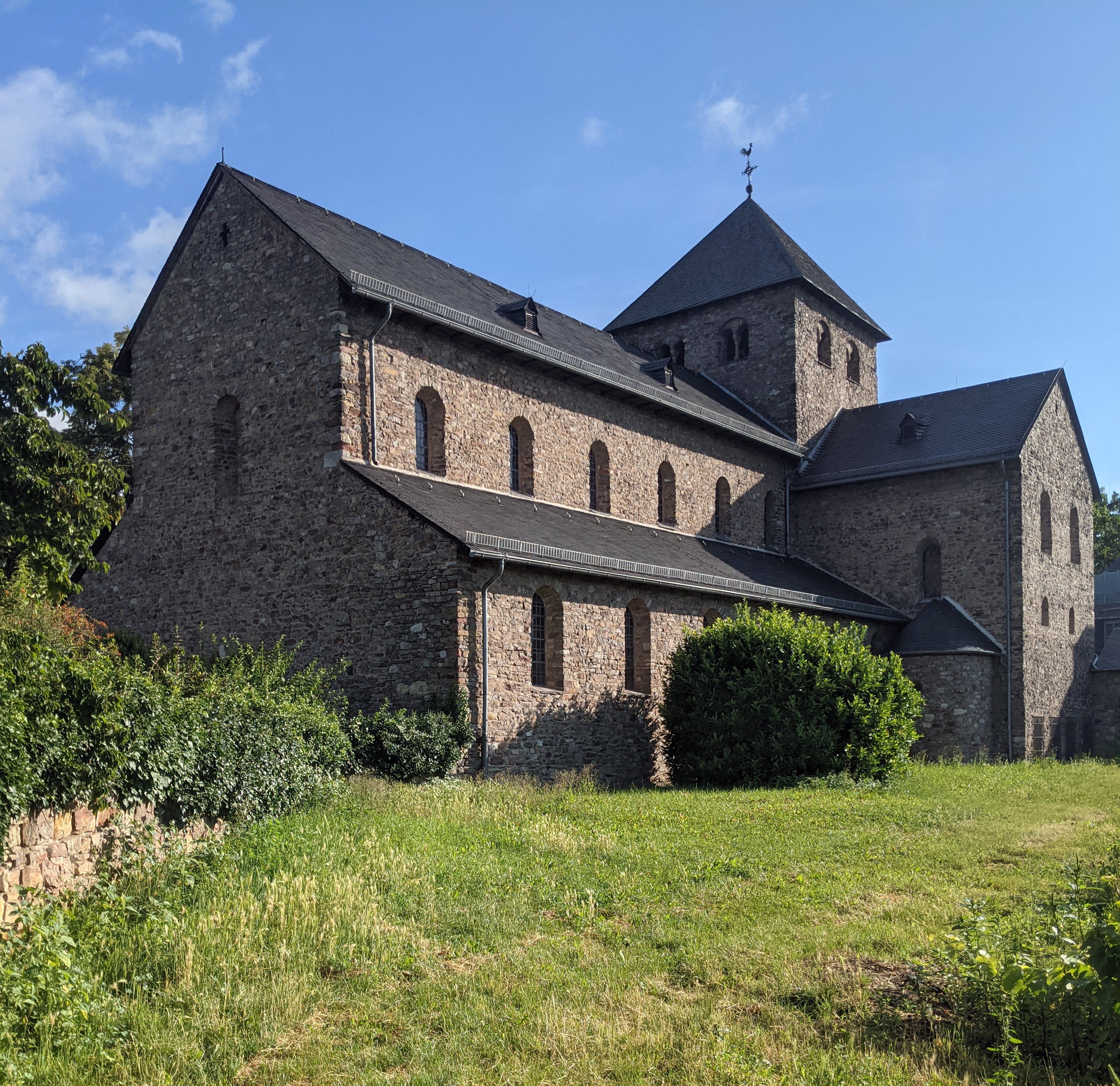
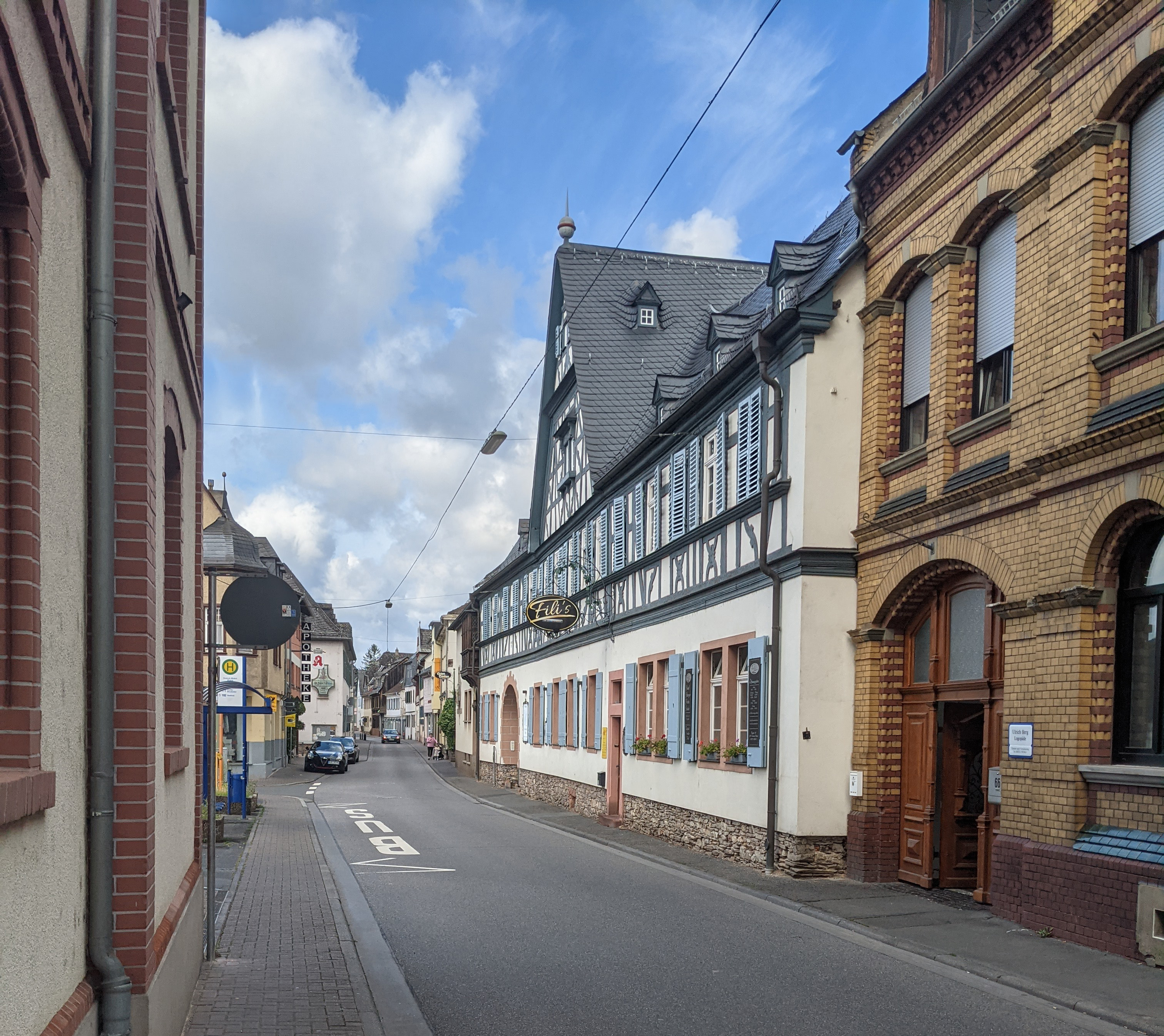
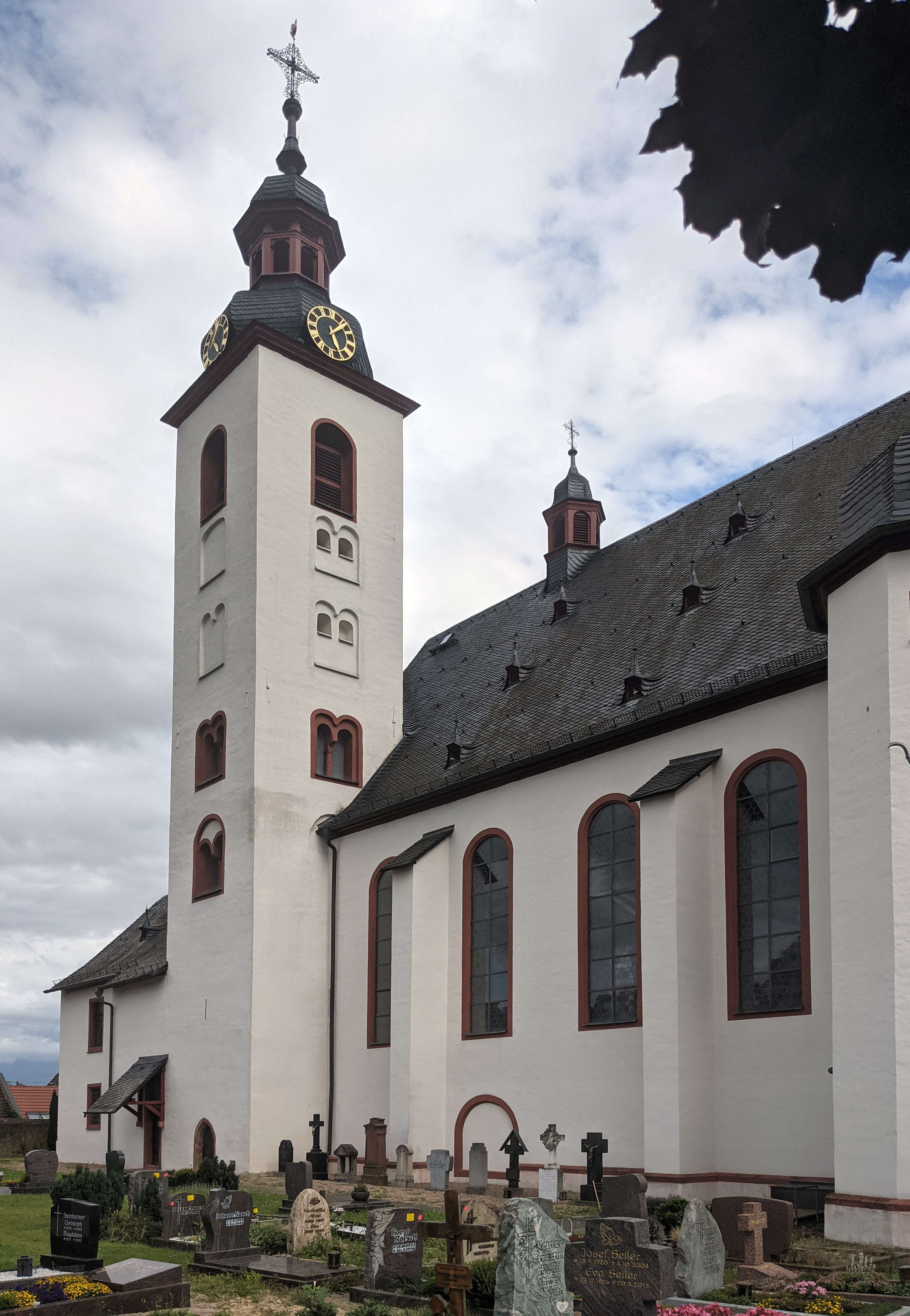
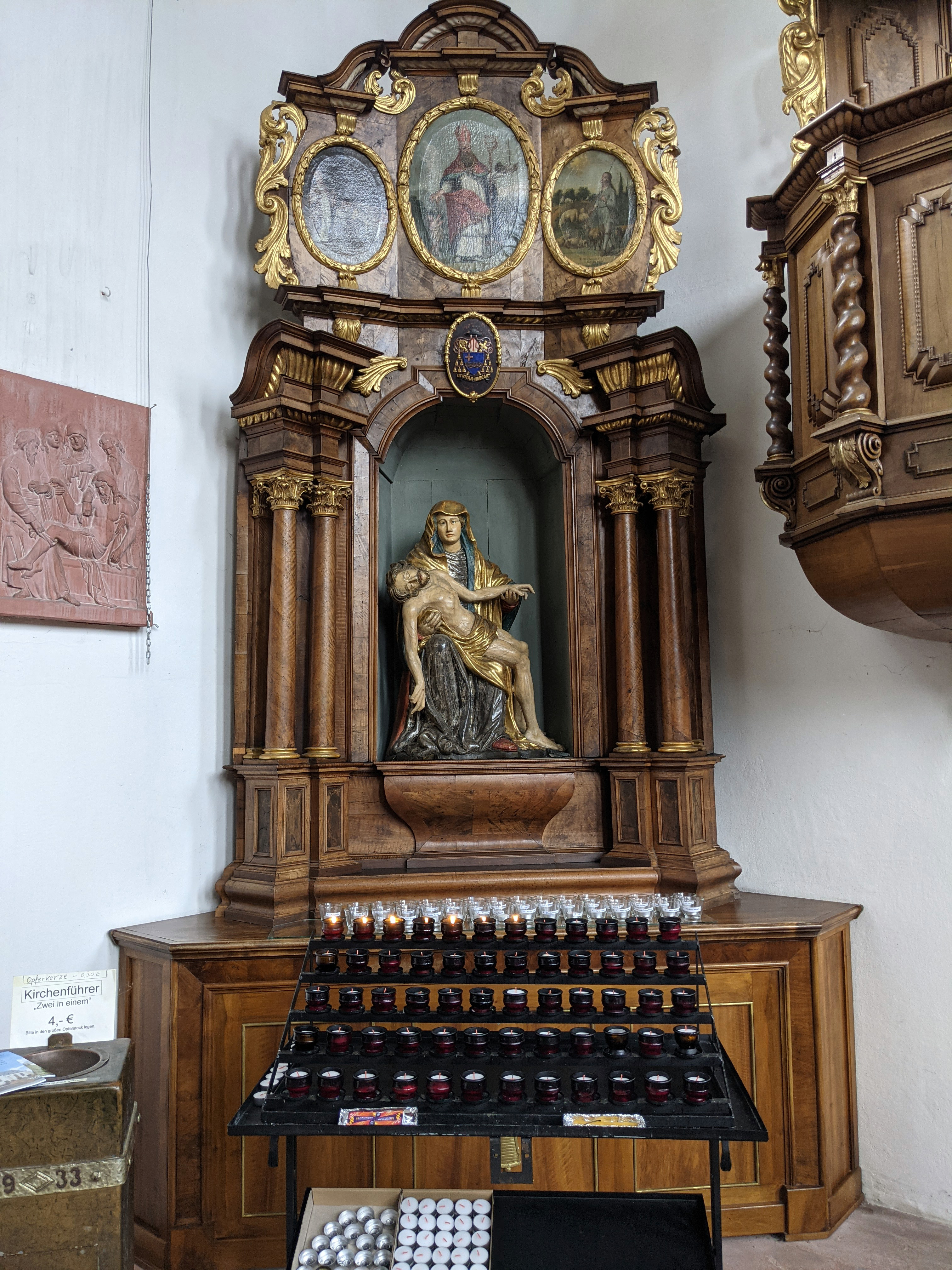
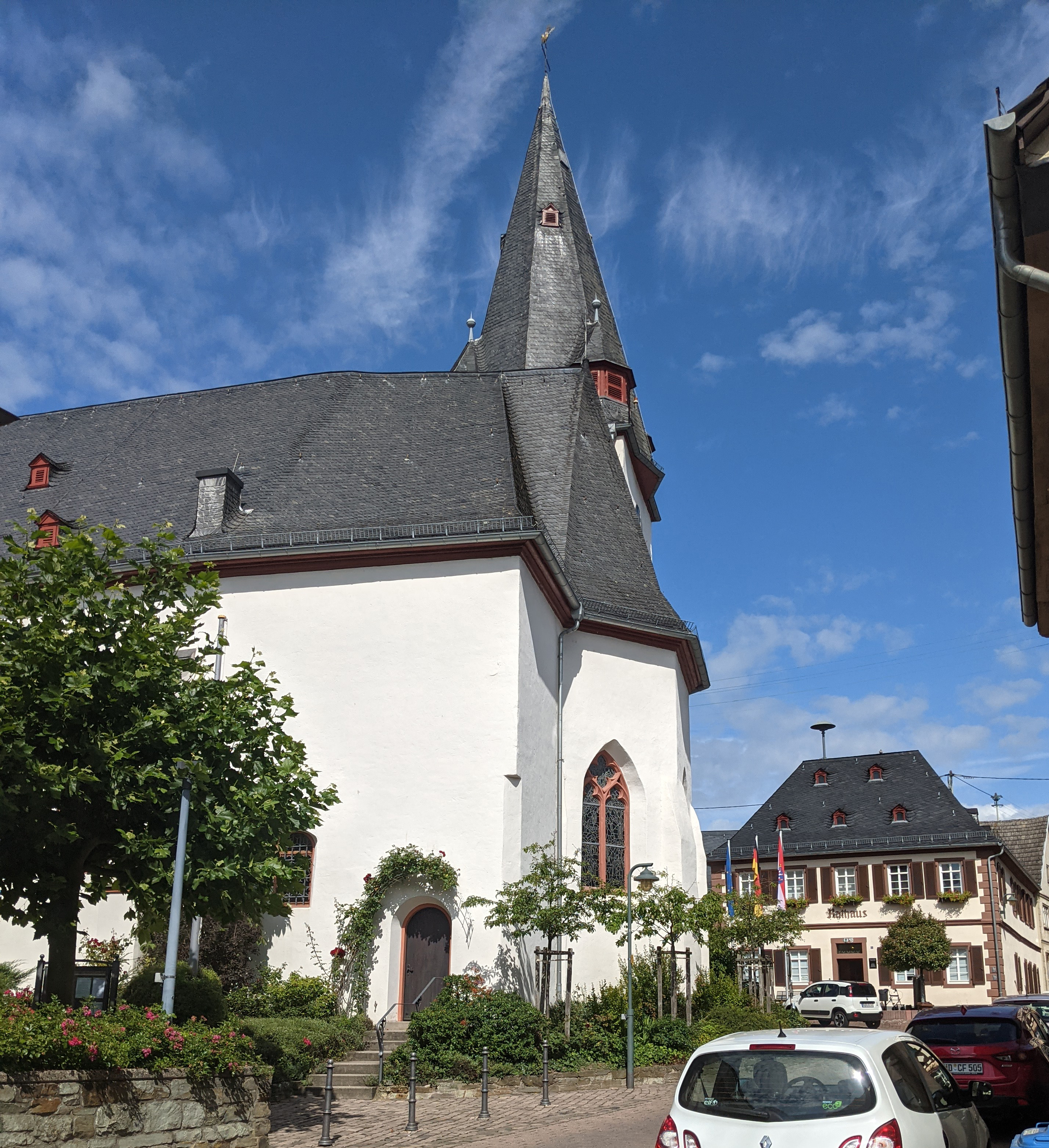
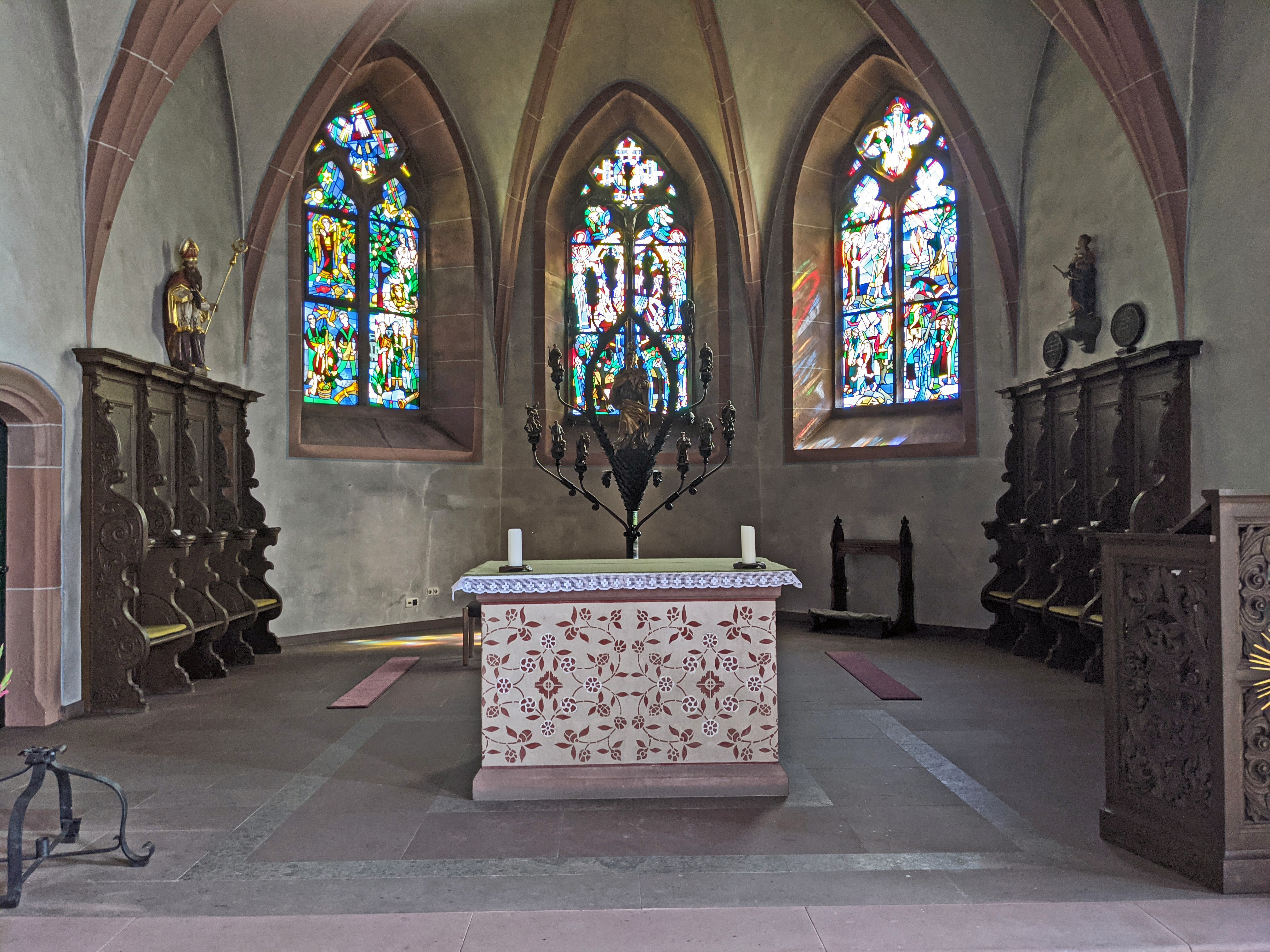
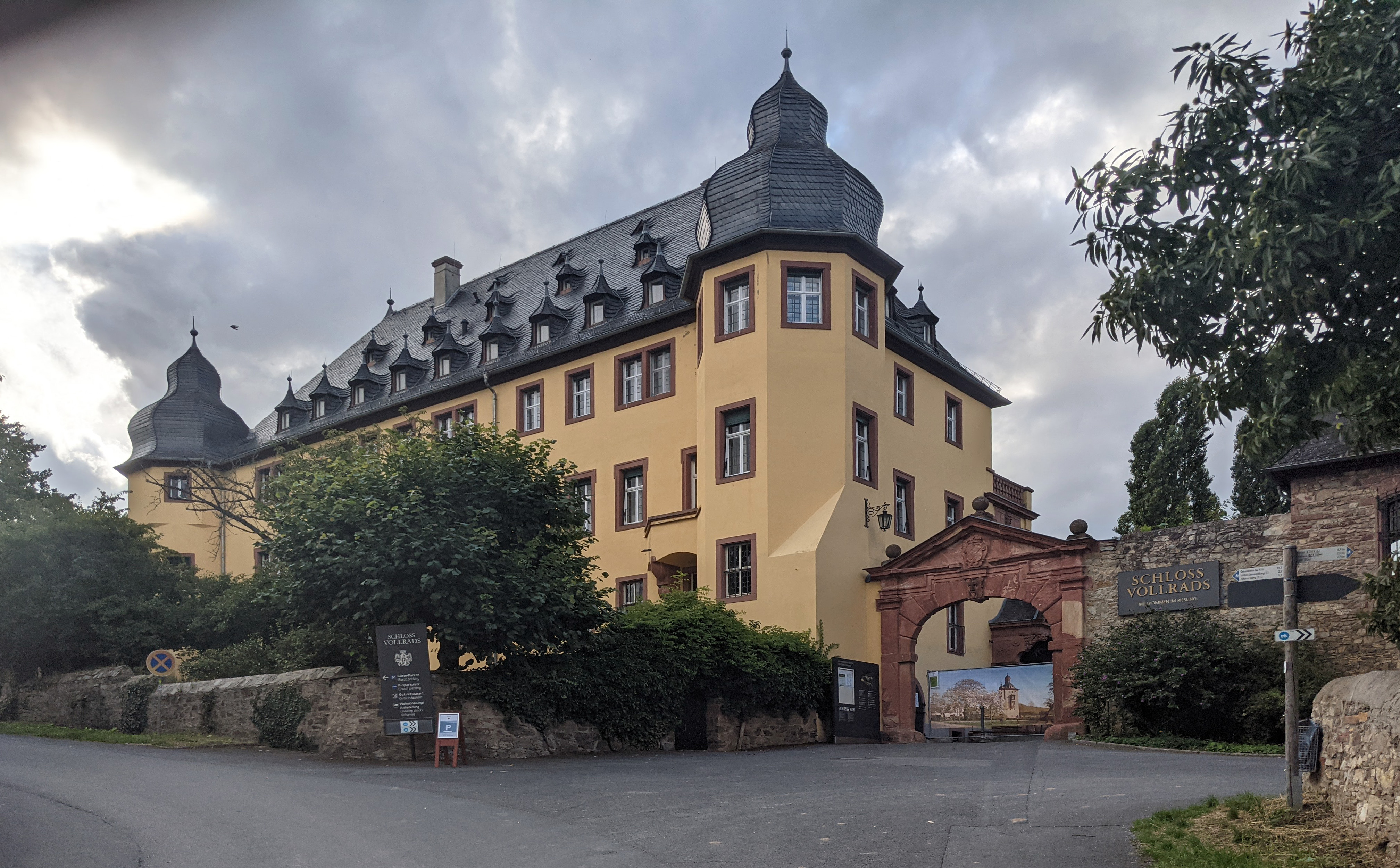